# 安特希爾
安特希爾（Ampthill）是英格蘭貝德福德郡的一個小鎮和民政教區，人口約有7,500人。安特希爾的市政管理機構是中貝特福德郡議會。